# Johnny Eng
Johnny Eng (Mandarijn: 伍少衡, Wu Shaoheng), ook bekend als Onionhead (Mandarijn: 蔥頭) en Machinegun Johnny, is een voormalig bendeleider. Van 1983 tot 1993 was Eng de leider van de Flying Dragons.

## Biografie
Eng werd geboren in Hongkong en verhuisde op zijn dertiende naar de Verenigde Staten. Rond 1970 was Eng al vijf maal gearresteerd. In de lente van 1983 werd Eng de leider van de Flying Dragons, nadat zijn voorloper met veertien kogels doorzeeft werd, en in 1988 vestigde hij een heroïnelijn in Manhattan's Chinatown. In een geheim rapport van justitie werd Eng als een van de vijf grootste heroïnedealers in New York beschouwd. In 1989, toen Eng 31 jaar was, vluchtte hij naar Hongkong om arrestatie en veroordeling te voorkomen. Vlak na aankomst in Hongkong werd Eng aangehouden en in 1991 werd hij uitgeleverd aan de Verenigde Staten. In december 1992 werd Eng aangeklaagd voor 14 heroïnesmokkels en samenzwering.
In maart 1993 werd Eng, door rechter Reena Raggi, veroordeeld tot 24 jaar cel en een boete van $3.500.000,- Amerikaanse dollars. De regering legde ook beslag op 200 hectare grond in Pennsylvania dat eigendom was van Eng. Volgens het openbaar ministerie werd de grond gebruikt door Flying Dragons leden om daar schietoefeningen te doen met machinegeweren.
Op 13 juli 2011 werd de vrouw van Eng, Lori Eng (Mandarijn: 伍羅美玲, Wu Luoni) doodgeschoten door een ander prominent Flying Dragons lid, David Chea (Mandarijn: 謝錦徵).